# Salisbury Township (Missouri)
Pour les articles homonymes, voir Salisbury Township.
Salisbury Township est un township  du comté de Chariton dans le Missouri, aux États-Unis,.